# 博让西
博让西（法語：Beaugency，法語發音：[boʒɑ̃si] ⓘ），法国中北部城市，中央-卢瓦尔河谷大区卢瓦雷省的一个市镇，隶属于奥尔良区，其市镇面积为16.45平方公里，2022年1月1日时人口数量为7,811人，在法国城市中排名第1,438位。
博让西位于卢瓦雷省西部，卢瓦尔河右岸，历史上因博让西战役而闻名，现代为一个区域性的中心城市，巴黎－波尔多铁路由此通过并设站，另有多条公路在此交汇。

## 地名来源

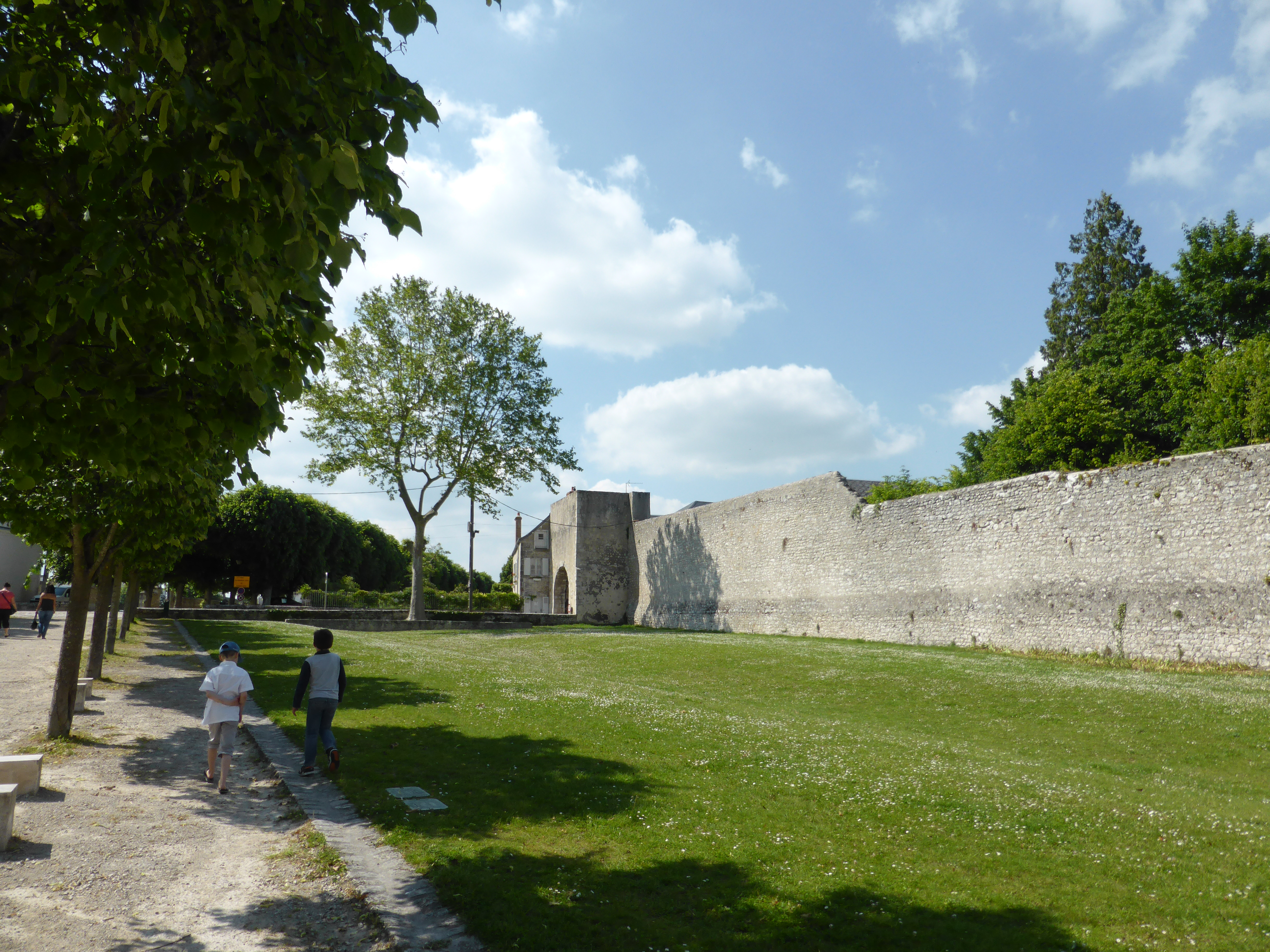
博让西城墙遗迹

“博让西”一名可能来源于高卢人物“Balgentius”（一写作“Balgentios”），后者可能为当地历史上的一名领主。

## 历史

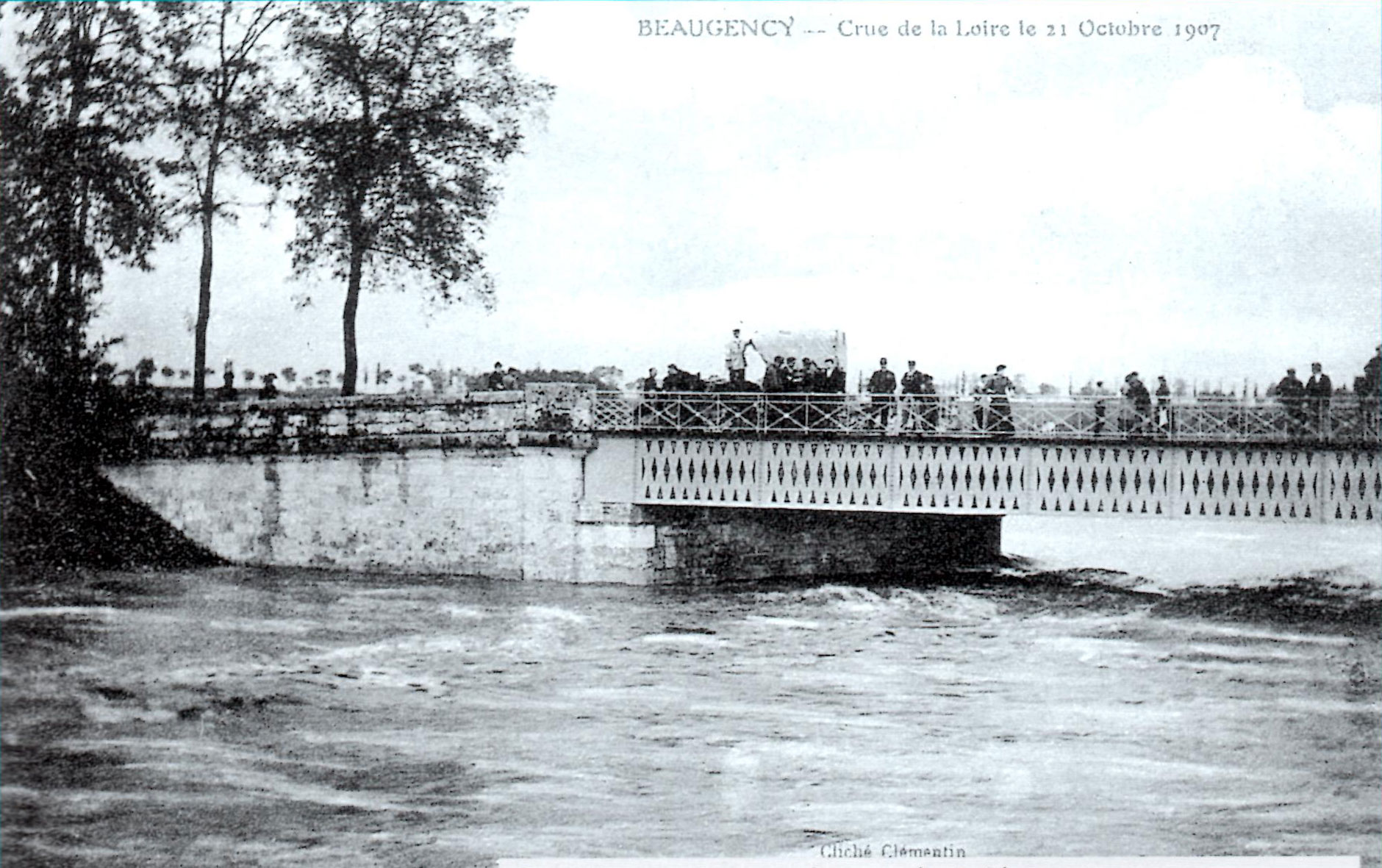
1907年卢瓦尔河洪水

博让西的早期历史尚不清楚，其市区南部的上吕茨街区（Hauts de Lutz）曾发现有新石器时期的人类活动遗迹。根据当地官方网站的论述，博让西始建于公元12世纪，彼时该区域为布卢瓦伯国的一个附庸国，一座横跨卢瓦尔河的桥梁得以建成。1292年，博让西被法兰西皇室继承，成为奥尔良行省的一部分。英法百年战争期间，当地领主让·德·迪努瓦支持并帮助圣女贞德反击英格兰军队。1429年6月，圣女贞德的军队在博让西战役中大获全胜，成为卢瓦尔河战争中的关键一战，法军由此开始扭转被动局面。宗教战争期间，博让西遭到严重破坏，其市区内多处建筑被损毁。文艺复兴期间，博让西出现了大批复原及新建的古典建筑，包括凯撒塔、圣母教堂、圣菲尔曼教堂等。法国大革命结束后，博让西成为卢瓦雷省的一个市镇，并在1790至1795年间成为该省的一个地区行署。途径博让西的巴黎－波尔多铁路（奥尔良至图尔段）于1846年建成通车。1907年，卢瓦尔河曾发生特大洪水，博让西市内多处街区发生内涝。第二次世界大战期间，博让西被纳粹德军控制，其市区在1944年6月14日的解放行动中遭到严重破坏。黄金三十年期间，博让西的人口数量有所增加，当地城市逐渐向四周扩张，其中市区南部出现了集中式居民区。

## 地理

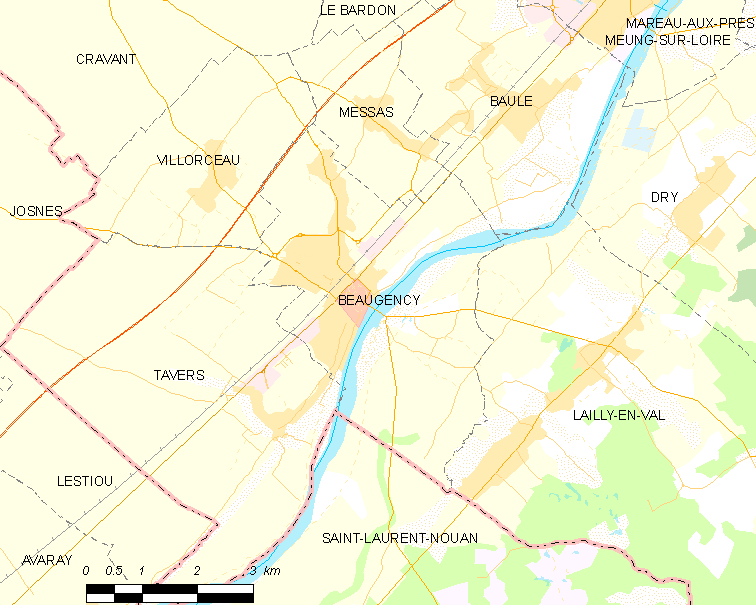
博让西市镇范围地图

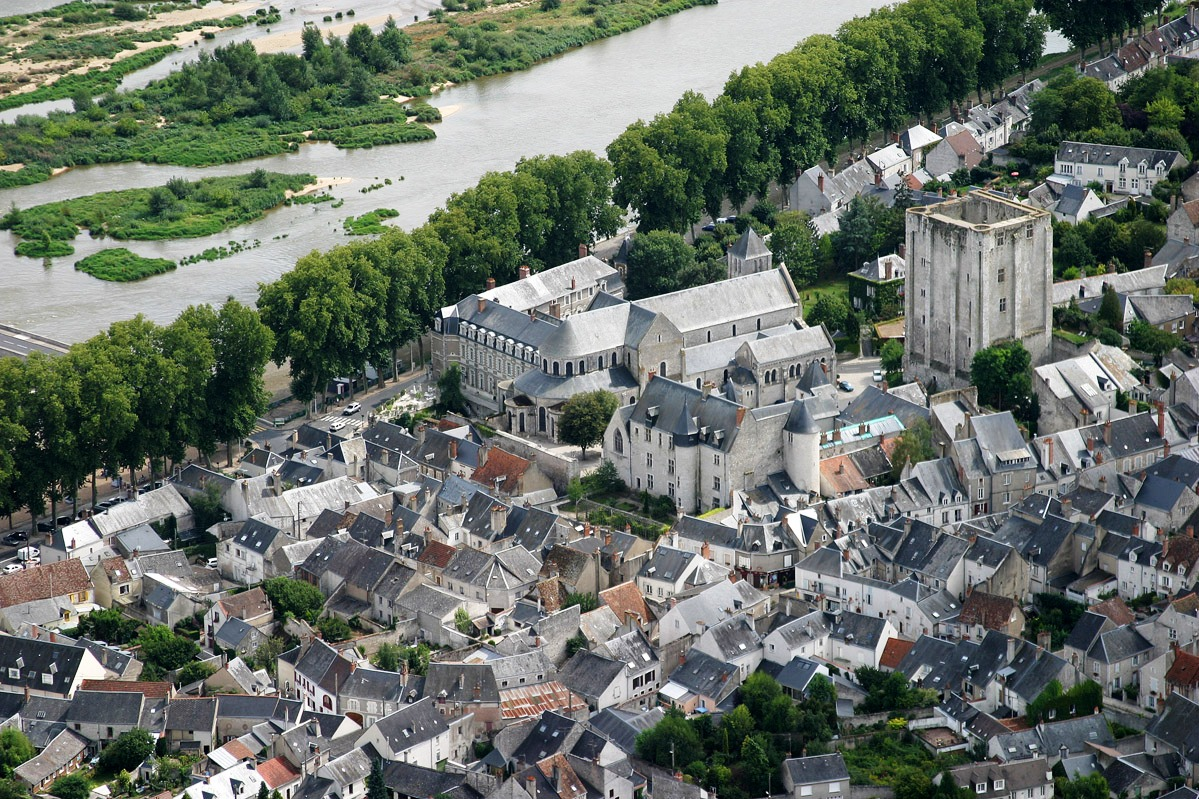
航拍博让西市区

博让西位于法国中北部，中央-卢瓦尔河谷大区中东部和卢瓦雷省西部，距离省会奥尔良大约27公里。与博让西接壤的市镇包括：圣洛朗-努昂、博勒、拉伊昂瓦勒、梅萨、塔韦尔、维洛尔索、圣西尔堡。

### 地形
博让西位于卢瓦尔河谷内，市区位于河流右岸的一处浅丘之上，整体地势较为平坦，全境海拔在78到118米之间。

### 水文
卢瓦尔河干流自东北向西南流经境内，市区整体位于河流右岸，另有阿尔杜河流经市镇范围东南部。

### 植被
博让西属于温带阔叶混交林区，市区内的主要绿地公园包括特雷勒公园（Parc Thérel）、鸭子群公园（Parc aux Canards）等，均常年免费向公众开放。林地则主要分布于卢瓦尔河畔。
在鲜花城市的评比中，博让西被评为3星级鲜花城市。

### 气候
博让西在柯本气候分类法中属于温带海洋性气候，全年温差较小，降水分布均匀，自21世纪初以来受全球气候变暖影响，当地的极端性气候时有出现。
距离博让西最近的常年气象站为位于奥尔良附近的布里西气象站，以下为该气象站的详细数据：
| 奥尔良-布里西 1981年－2019年 | 奥尔良-布里西 1981年－2019年 | 奥尔良-布里西 1981年－2019年 | 奥尔良-布里西 1981年－2019年 | 奥尔良-布里西 1981年－2019年 | 奥尔良-布里西 1981年－2019年 | 奥尔良-布里西 1981年－2019年 | 奥尔良-布里西 1981年－2019年 | 奥尔良-布里西 1981年－2019年 | 奥尔良-布里西 1981年－2019年 | 奥尔良-布里西 1981年－2019年 | 奥尔良-布里西 1981年－2019年 | 奥尔良-布里西 1981年－2019年 | 奥尔良-布里西 1981年－2019年 |
| 月份                         | 1月                          | 2月                          | 3月                          | 4月                          | 5月                          | 6月                          | 7月                          | 8月                          | 9月                          | 10月                         | 11月                         | 12月                         | 全年                         |
| ---------------------------- | ---------------------------- | ---------------------------- | ---------------------------- | ---------------------------- | ---------------------------- | ---------------------------- | ---------------------------- | ---------------------------- | ---------------------------- | ---------------------------- | ---------------------------- | ---------------------------- | ---------------------------- |
| 历史最高温 °C（°F）          | 16.6 (61.9)                  | 21.9 (71.4)                  | 26.5 (79.7)                  | 29.8 (85.6)                  | 32.7 (90.9)                  | 36.9 (98.4)                  | 41.3 (106.3)                 | 39.9 (103.8)                 | 33.8 (92.8)                  | 30.1 (86.2)                  | 21.8 (71.2)                  | 18.6 (65.5)                  | 41.3 (106.3)                 |
| 平均高温 °C（°F）            | 6.7 (44.1)                   | 7.9 (46.2)                   | 12.1 (53.8)                  | 15.2 (59.4)                  | 19.1 (66.4)                  | 22.6 (72.7)                  | 25.4 (77.7)                  | 25.2 (77.4)                  | 21.3 (70.3)                  | 16.4 (61.5)                  | 10.4 (50.7)                  | 7 (45)                       | 15.8 (60.4)                  |
| 日均气温 °C（°F）            | 3.9 (39.0)                   | 4.4 (39.9)                   | 7.5 (45.5)                   | 10 (50)                      | 13.9 (57.0)                  | 17 (63)                      | 19.4 (66.9)                  | 19.2 (66.6)                  | 15.9 (60.6)                  | 12.1 (53.8)                  | 7.2 (45.0)                   | 4.3 (39.7)                   | 11.2 (52.2)                  |
| 平均低温 °C（°F）            | 1.1 (34.0)                   | 0.9 (33.6)                   | 3 (37)                       | 4.8 (40.6)                   | 8.6 (47.5)                   | 11.5 (52.7)                  | 13.3 (55.9)                  | 13.2 (55.8)                  | 10.5 (50.9)                  | 7.9 (46.2)                   | 4 (39)                       | 1.7 (35.1)                   | 6.7 (44.1)                   |
| 历史最低温 °C（°F）          | −19.8 (−3.6)                 | −16.4 (2.5)                  | −12.9 (8.8)                  | −4.5 (23.9)                  | −3 (27)                      | 0.8 (33.4)                   | 3.7 (38.7)                   | 4.2 (39.6)                   | −0.8 (30.6)                  | −4.5 (23.9)                  | −15.3 (4.5)                  | −16.5 (2.3)                  | −19.8 (−3.6)                 |
| 平均降水量 mm（）            | 52.3 (2.06)                  | 44.4 (1.75)                  | 46.4 (1.83)                  | 49.4 (1.94)                  | 64.2 (2.53)                  | 44.8 (1.76)                  | 59.9 (2.36)                  | 50 (2.0)                     | 50.5 (1.99)                  | 64.4 (2.54)                  | 58 (2.3)                     | 58.2 (2.29)                  | 642.5 (25.30)                |
| 月均日照時數                 | 66.4                         | 87.3                         | 140.5                        | 176.2                        | 207                          | 216.6                        | 221.3                        | 224.6                        | 179.2                        | 121.1                        | 70.6                         | 56.6                         | 1,767.4                      |
| 来源：infoclimat.fr          |                              |                              |                              |                              |                              |                              |                              |                              |                              |                              |                              |                              |                              |

## 行政区划
博让西是法国中央-卢瓦尔河谷大区卢瓦雷省的一个市镇，编号为45028。博让西隶属于奥尔良区和卢瓦雷省第一选区，管理博让西县，同时也是卢瓦尔河谷土地市镇公共社区的组成部分。
法国国家统计与经济研究所（简称）在进行数据统计时，将博让西及相邻的塔韦尔设为博让西城市核心区，并将包括核心区在内的周边共134个市镇划为奥尔良城市区。自2020年起，奥尔良城市区被包含136个市镇的奥尔良城市辐射区代替。此外，还将博让西市镇整体看作一个“块区”（IRIS），以便于统计人口分布情况。

## 交通

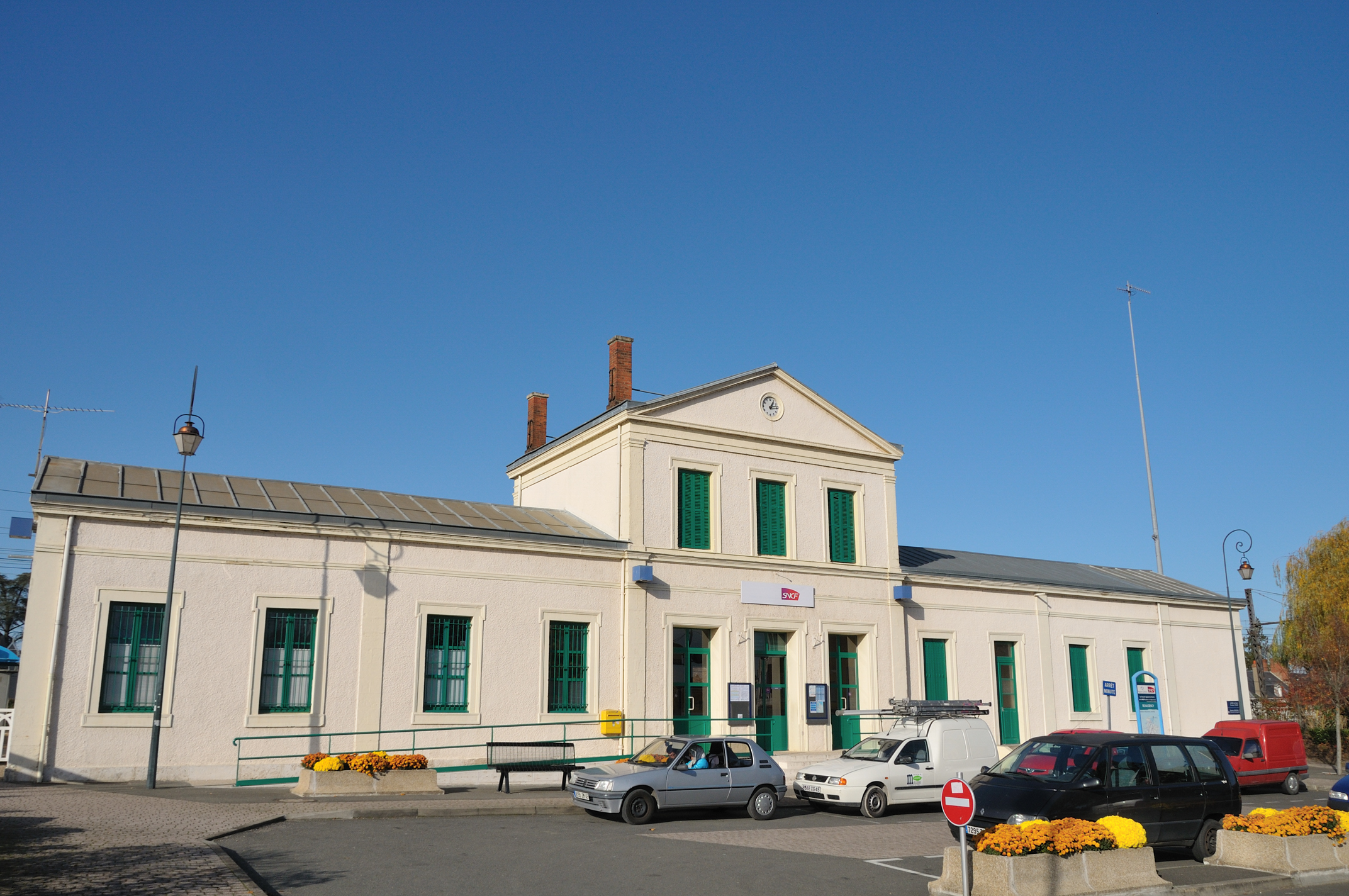
博让西火车站主站房

### 公路
A10高速公路经过博让西市区西北部，可通过15和16两个出入口连接市区。此外多条卢瓦雷省省道在博让西境内交汇，中央-卢瓦尔河谷大区下属的城际客运提供巴士线路，可前往周边部分市镇。
2018年，67.8%的博让西家庭拥有至少一辆私人汽车。2019年，博让西境内共发生各类交通事故4起，造成6人受伤。

### 铁路
博让西位于巴黎－波尔多铁路上。博让西站位于市区中西部，停靠往返于奥尔良和图尔一线的区域列车。

### 航空
距离博让西最近的民用航空站为图尔卢瓦尔河谷机场，距离博让西市中心的公路里程约90.4公里。

### 城市公共交通
截至2021年12月，博让西暂无城市公共交通系统。

## 政治

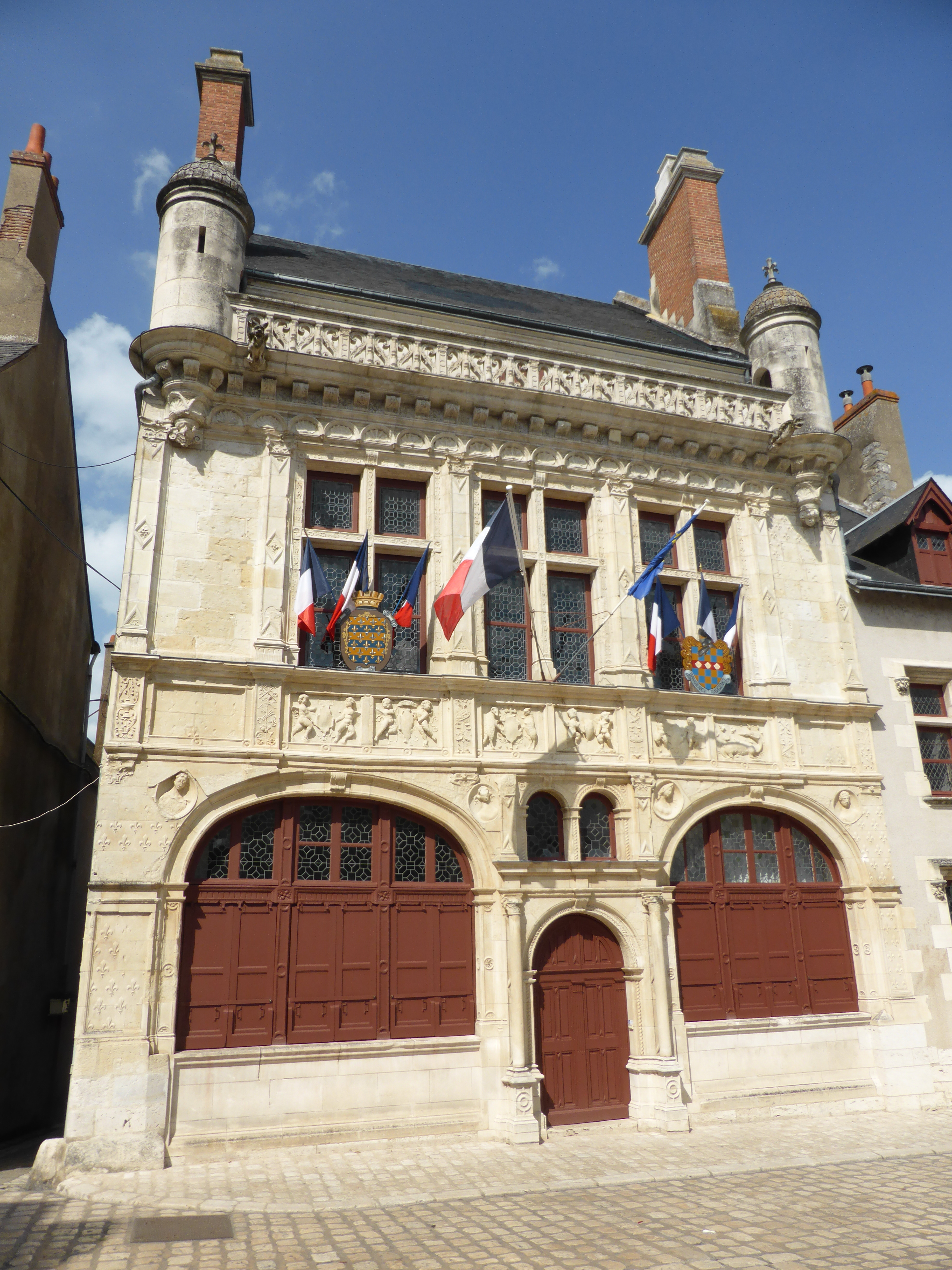
博让西市政厅

博让西的现任市长为雅克·默萨先生（Jacques Mesas），他是一名右翼无党派人士，在2020年的市政选举中获得了41.43%的支持率。
在2017年的法国总统大选中，法国第25任总统埃马纽埃尔·马克龙在博让西获得了68.25%的支持率。
| 博让西历届市长 |                                |                                  |
| 任期           | 市长                           | 党派                             |
| 1971年－1989年 | Alain Jarsaillon 阿兰·雅尔萨永 | UDF法国民主联盟 →CDS社会民主中心 |
| 1989年－1995年 | Thérèse Cherrier 特蕾斯·谢里耶 | DVD右翼无党派人士                |
| 1995年－2014年 | Claude Bourdin 克洛德·布尔丹   | PS社会党                         |
| 2014年－2020年 | David Faucon 达维德·福孔       | DVG左翼无党派人士 →LREM复兴      |
| 2020年－       | Jacques Mesas 雅克·默萨        | DVD右翼无党派人士                |

## 人口
2018年，博让西市镇人口数量为7,322，在法国排名第1,438位。其中男性3,447人，女性3,875人，75岁及以上人口占11.0%，外籍人口数量为1,458人，人口密度为445人/平方公里，当地居民被称为（男性）或（女性）。2019年，博让西境内出生79人，死亡人口93人。
| 年份   | 1936  | 1946  | 1954  | 1962  | 1968  | 1975  | 1982  | 1990  | 1999  | 2006  | 2007  | 2012  | 2017  | 2018  |
| ------ | ----- | ----- | ----- | ----- | ----- | ----- | ----- | ----- | ----- | ----- | ----- | ----- | ----- | ----- |
| 人口數 | 3,560 | 3,573 | 4,052 | 4,401 | 5,530 | 6,534 | 7,190 | 6,917 | 7,106 | 7,584 | 7,648 | 7,501 | 7,298 | 7,322 |

## 经济

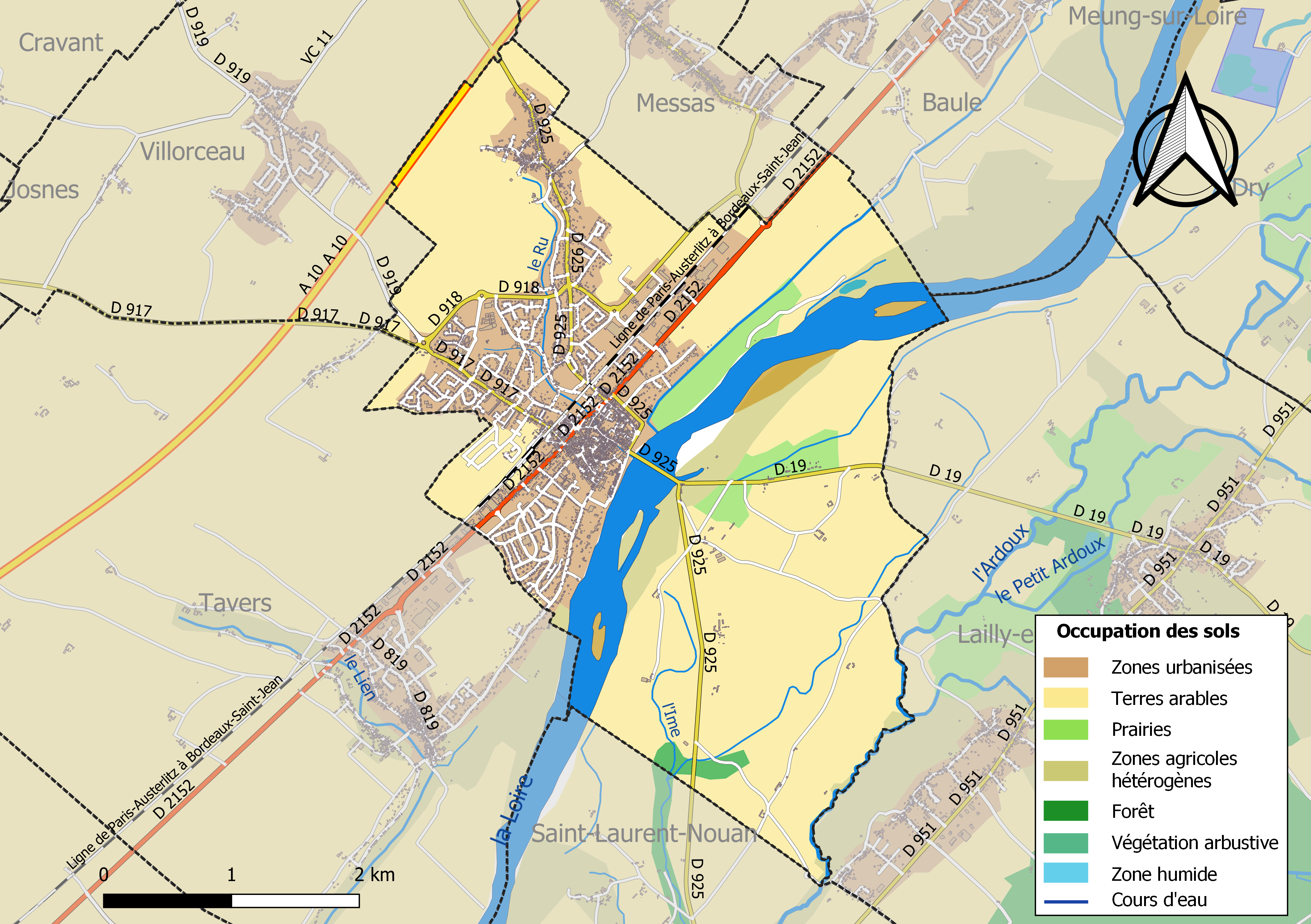
博让西土地利用情况地图

博让西是一个区域性的中心城市。截止2021年12月，博让西市镇范围内共有各类用人单位（包含自雇）884家，平均历史为16年，其中99.17%为中小型企业（PME）。（城际公路物流）、（管道安装）及（电子器械生产）是当地2020年营业额最高的三个企业，分别为5,174,912欧元、3,867,536欧元和2,493,574欧元。

## 财政与居民收入
2020年，博让西的财政收入总额为9,364,450欧元，财政支出总额为8,710,590欧元，当年的债务总额为7,281,340欧元。2021年，博让西共获得1,306,877欧元的国家财政补助，比上一年增加了2.46%。
2019年，博让西的人均月收入总额为2,288欧元，其中高级职员为4,129欧元，低于法国平均水平（4,230欧元）；中级职员为2,455欧元，高于法国平均水平（2,411欧元）；普通职员为1,702欧元，低于法国平均水平（1,740欧元）。
2018年，博让西境内的青壮年（15至64岁）失业率为14.5%，当地50.8%的家庭拥有纳税资格，平均纳税2,784欧元，低于法国平均水平（3,910欧元）。

## 社会事务

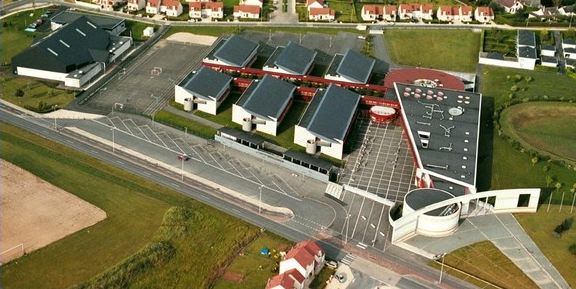
博让西的一所高级中学

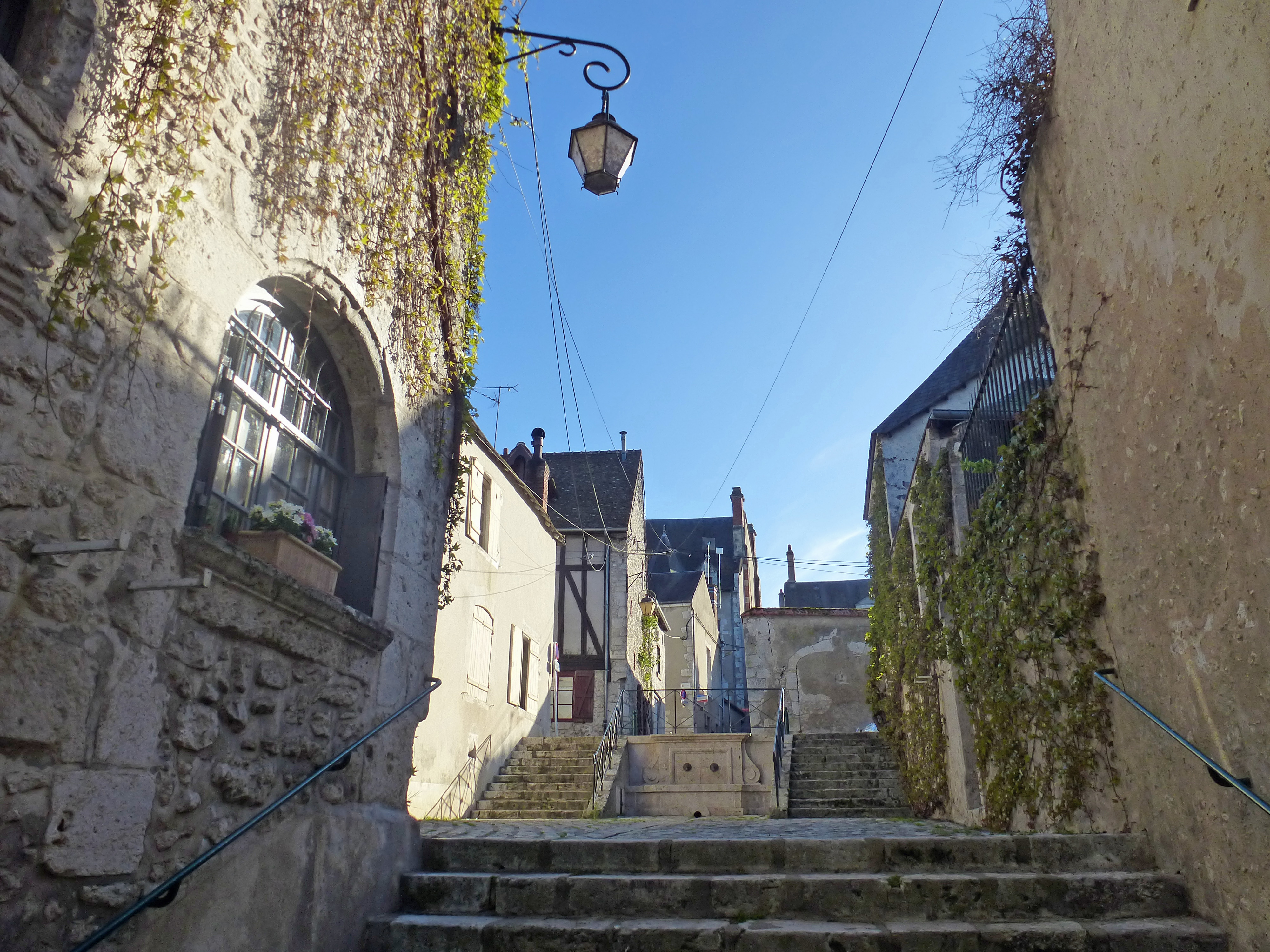
普埃·肖蒙街

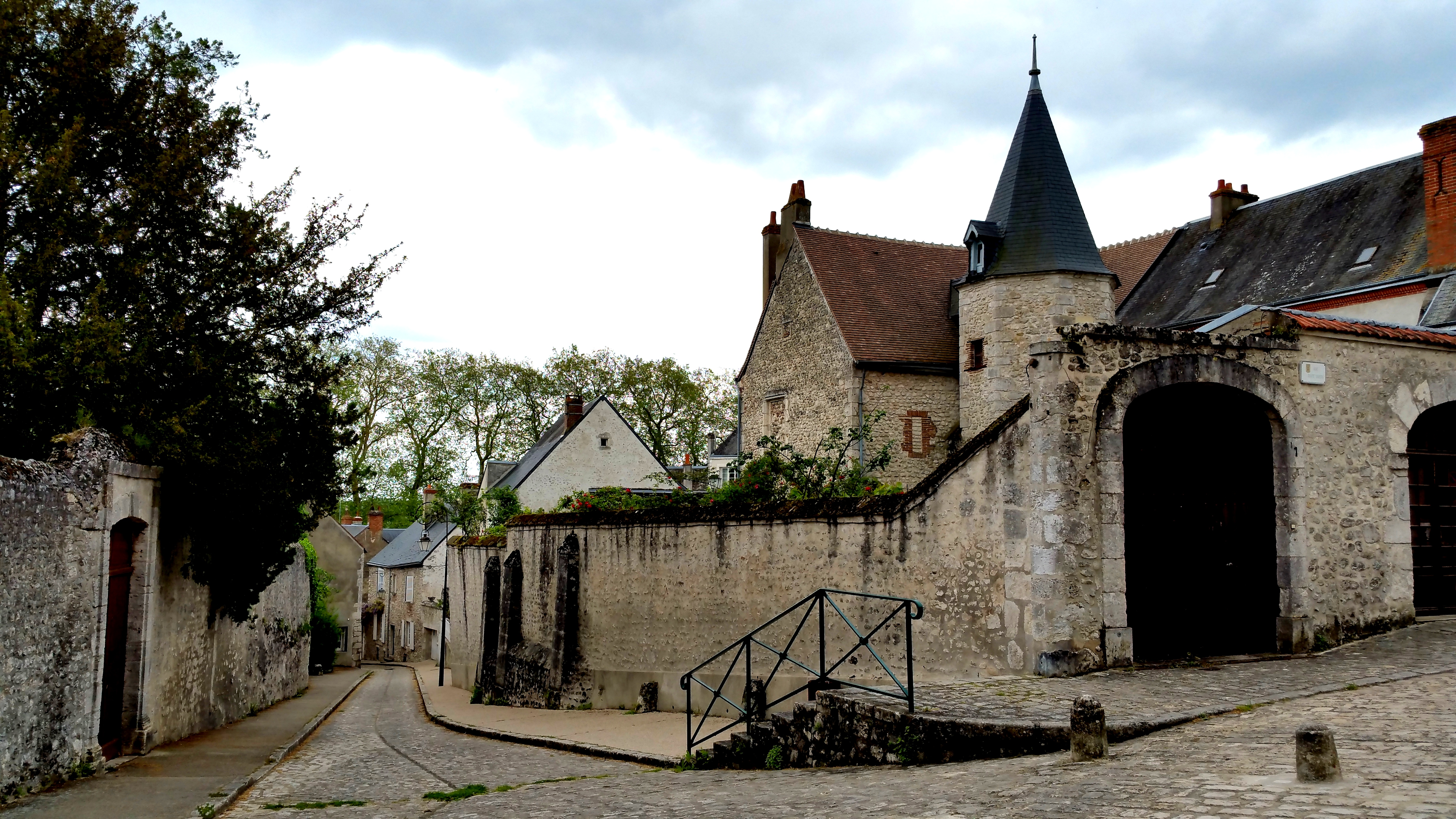
主教街

### 教育
博让西属于奥尔良-图尔学区。截止2020年1月1日，博让西境内共有3所幼儿园、4所小学、2所初级中学、1所普通高中和1所职业高中。2018至2019学年度，博让西境内共有在校中等教育阶段学生2,191名。

### 医疗
截止2020年1月1日，博让西境内共有全科医生1名、保健师2名、牙医4名、护士7名和助产士2名。境内共有药房3家、养老院2家。
博让西中心医院（Centre Hospitalier de Beaugency）是法国的一个区域性医疗机构，其主病区“卢尔·皮库医院”（Hôpital Lour Picou）位于博让西市区西北部，设有床位233个，是当地规模最大的公立综合性医院。

### 住房
2018年，博让西境内共有各类住房4,053套，其中64.3%为独立式居民区，35.3%为集中式居民区。常住房屋占博让西市镇范围内居民建筑总量的79.7%。
在住房保障政策方面，2020年，博让西境内共有738户家庭获得了住房经济补助，受益人数占总人口数量的10.1%，其中682份为房租补助。

### 商业
2019年，博让西境内共有各类实体商铺153家，其中餐厅22家、大型超市2家、杂货店1家、面包房6家、肉铺5家、书店2家、装饰品店1家、银行门店8家、美容美发店13家、汽车维修店8家。当地的利多超市于2020年1月29日建成营业，市区南部的塔韦尔境内建有大型开放式商业街区。

### 体育
2020年，博让西境内共有1家游泳池、3间体育馆、1座综合体育场、7处网球场、4处足球或橄榄球场以及2处篮球或排球场。
截至2021年12月，博让西境内共有两支注册足球俱乐部。其中博让西卢瓦尔河谷体育联盟（US Beaugency Val de Loire）是当地的代表性足球队，2021至2022赛季参加中央-卢瓦尔河谷大区足球联赛。

### 环境
博让西的环境事务由其所属的公共社区负责。2019年，博让西境内共有2家污染企业。

### 治安
2019年，博让西市镇范围内有1处宪兵队。
博让西所在地是奥尔良宪兵总队的管辖范围。2020年，该宪兵总队辖区内共82个市镇累计发生各类案件4,361起，其中盗窃类案件2,043起，经济类案件790起，毒品交易类案件169起。

## 文化
2020年，博让西境内共有1家剧场、1家电影院和1家博物馆。博让西市政府下属的七星诗社多媒体中心（Médiathèque La Pleïade）向公众全年开放。

### 建筑
博让西境内有多处历史建筑，其中法国国家文物保护单位包括凯撒塔（Tour de César）、圣菲尔曼塔（Tour Saint Firmin）等，博让西圣母教堂则是当地的地标性建筑物。

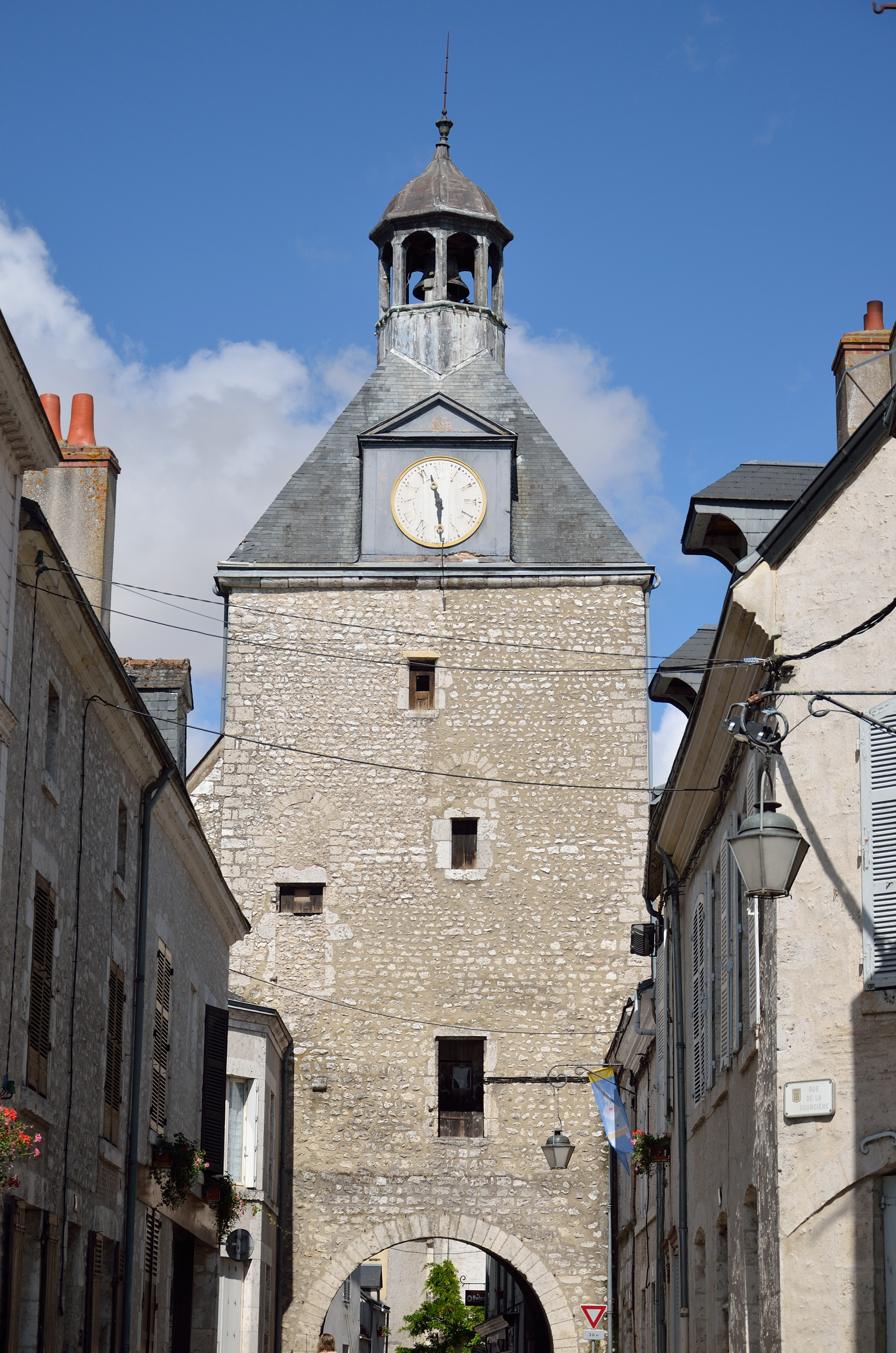
钟楼塔
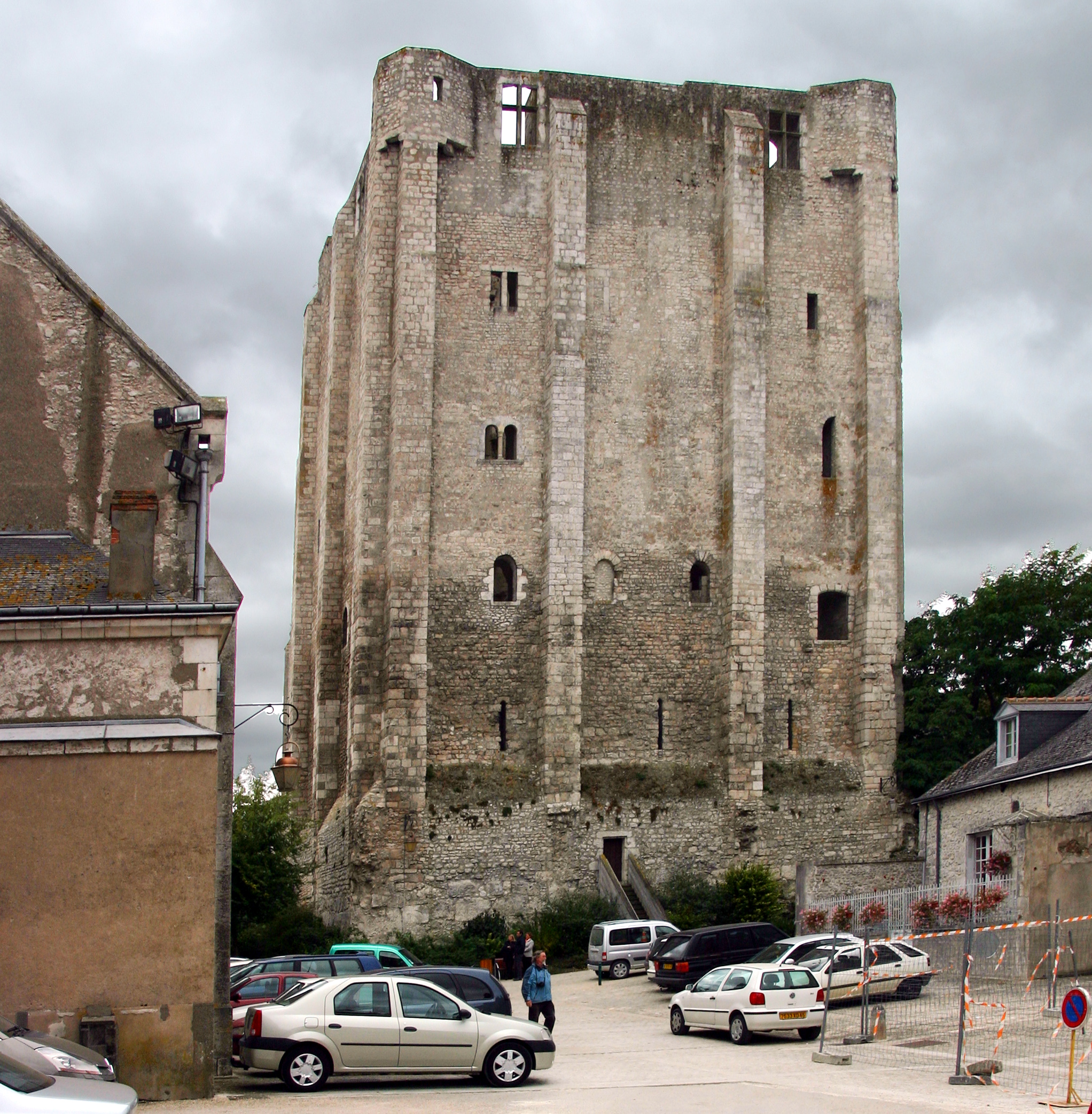
恺撒塔
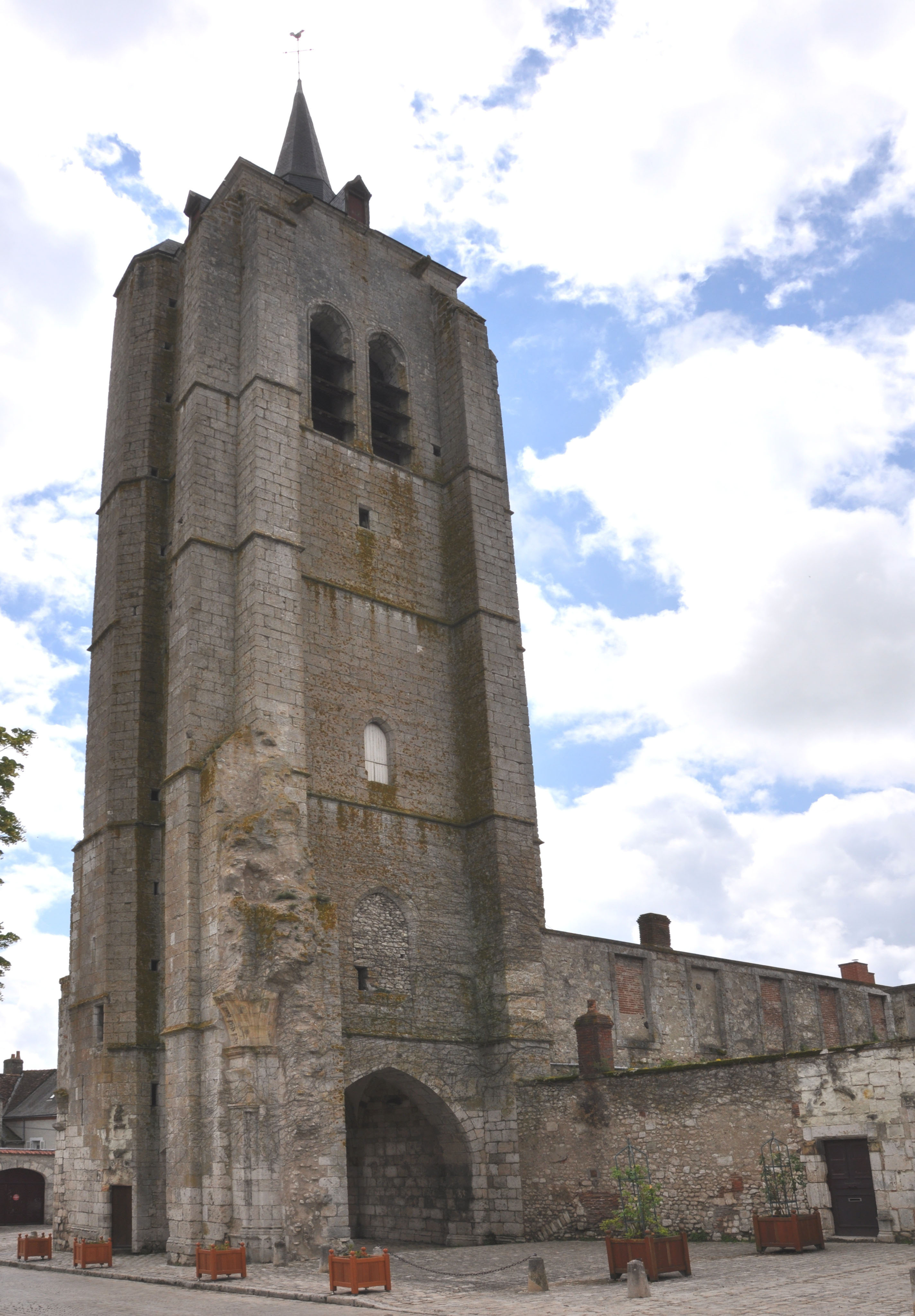
圣菲尔曼塔
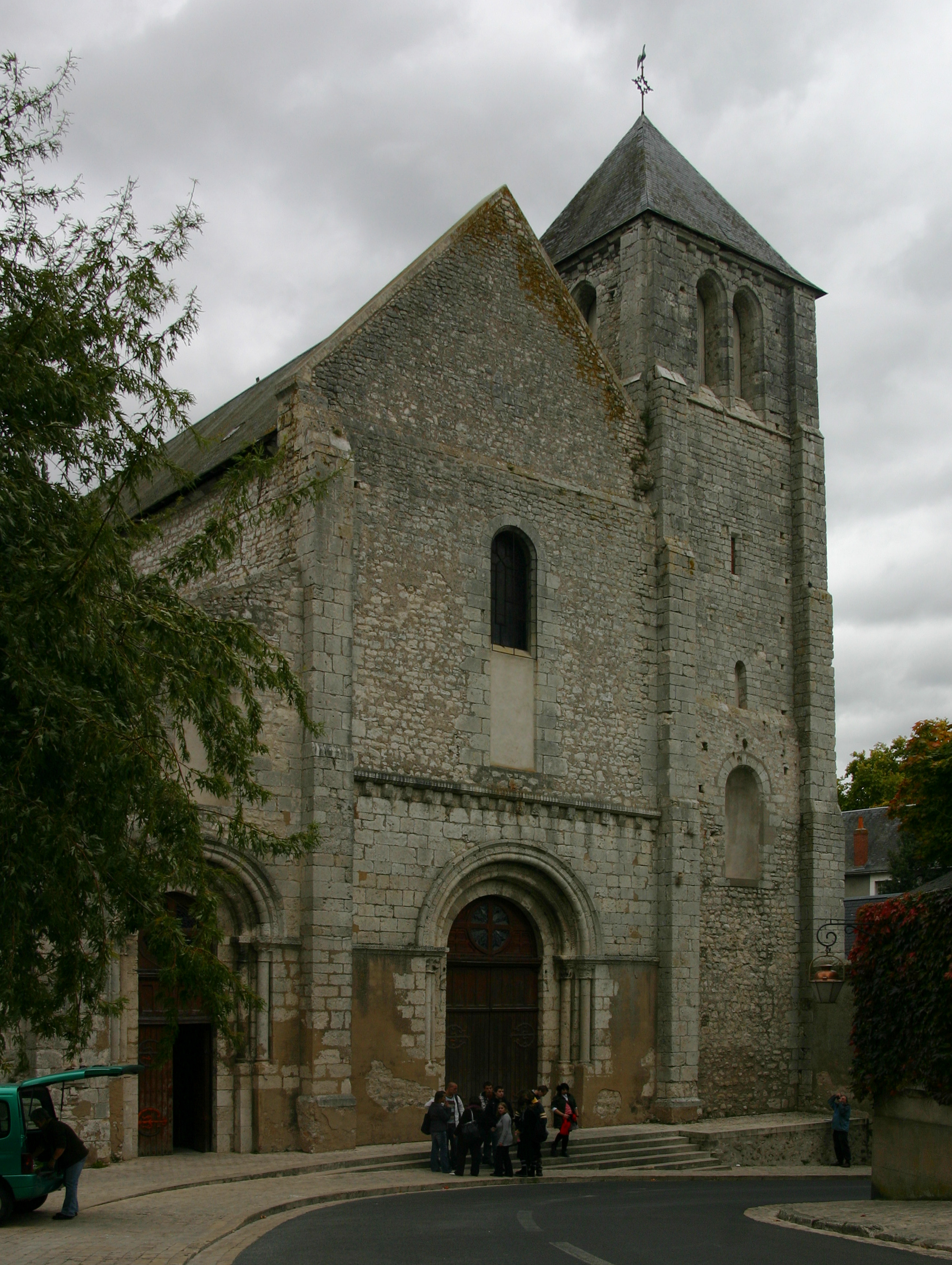
圣母教堂（法语：Église Notre-Dame de Beaugency）
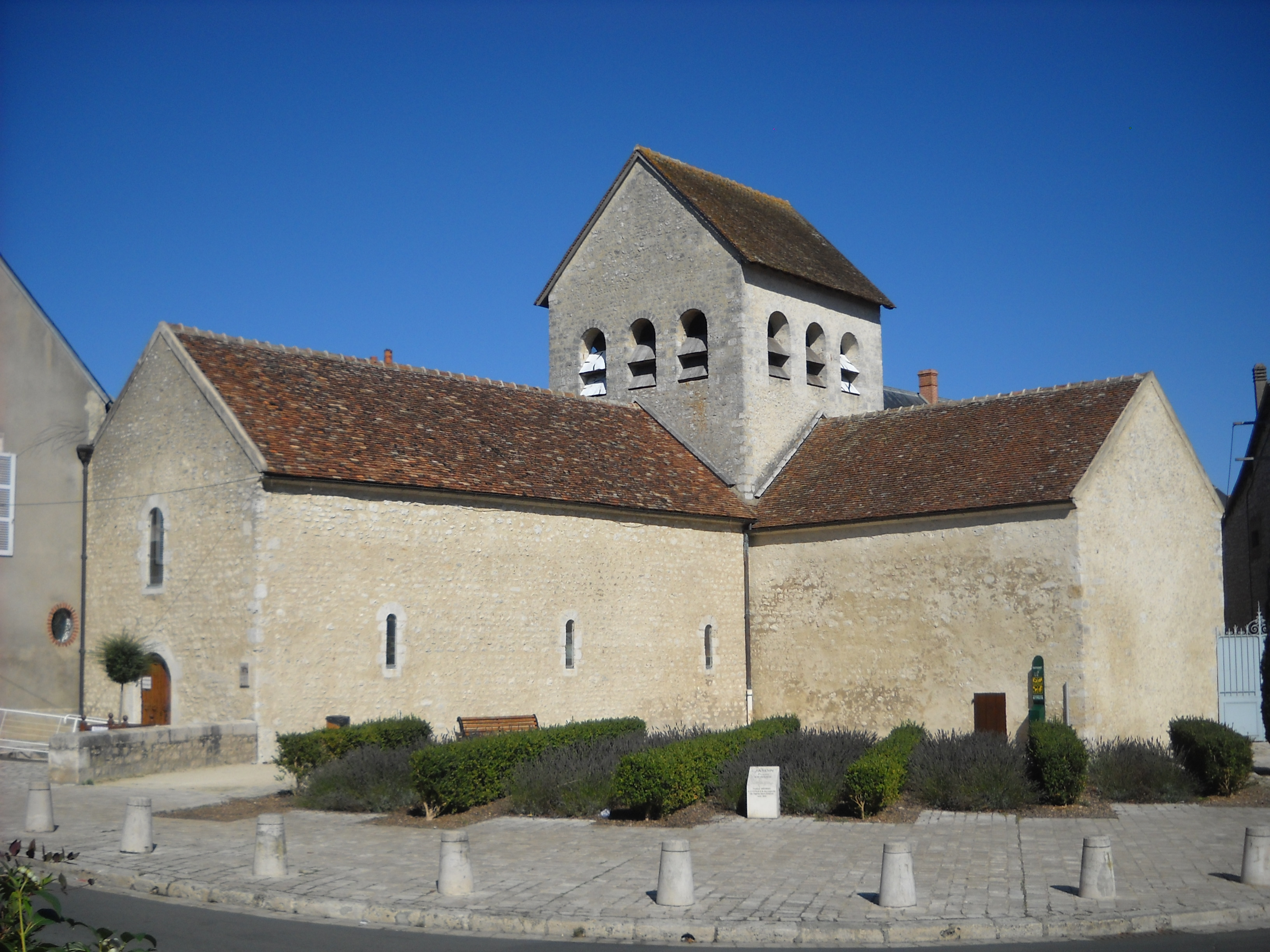
圣艾蒂安教堂（法语：Église Saint-Étienne de Beaugency）
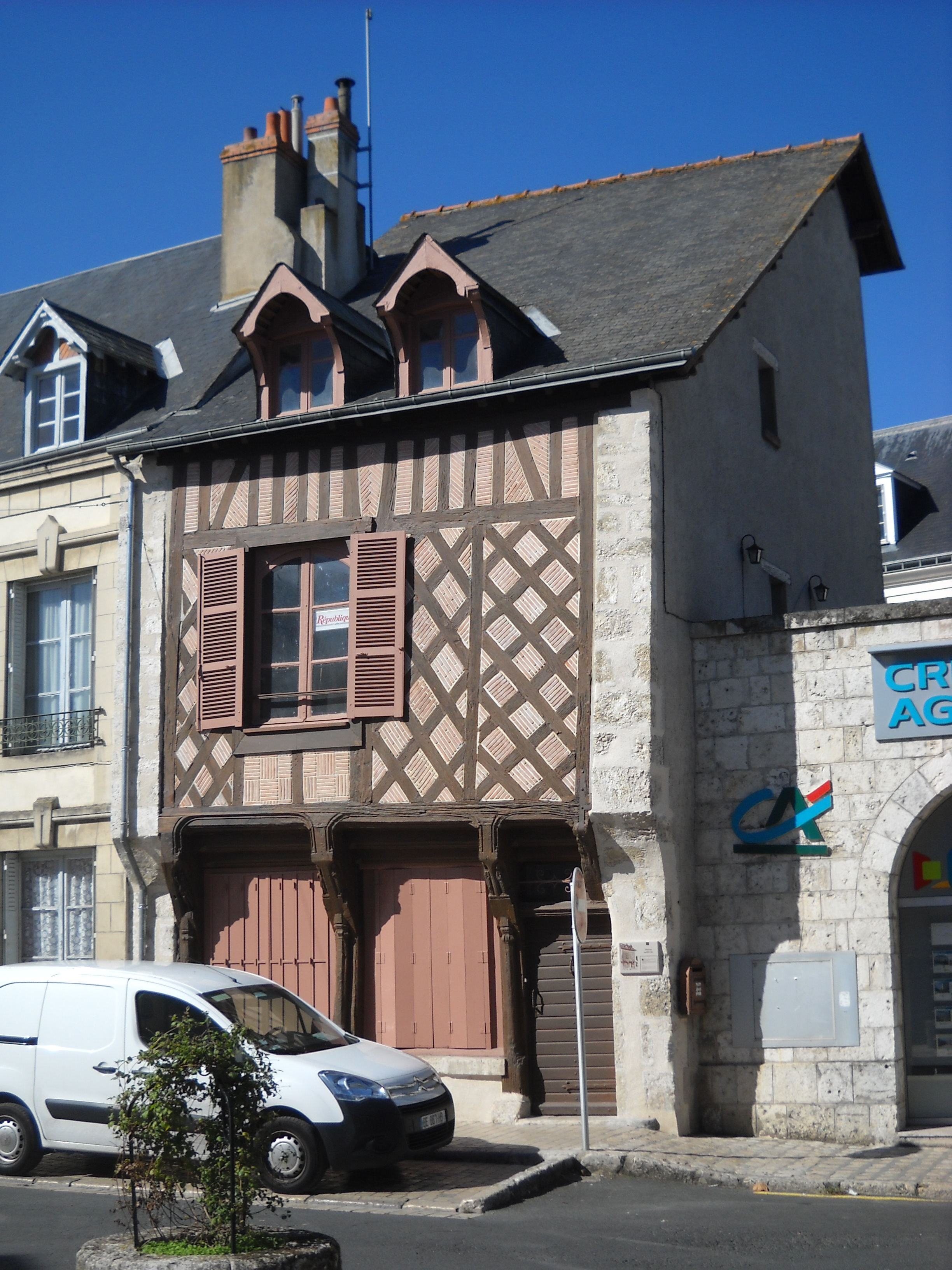
传统居民建筑
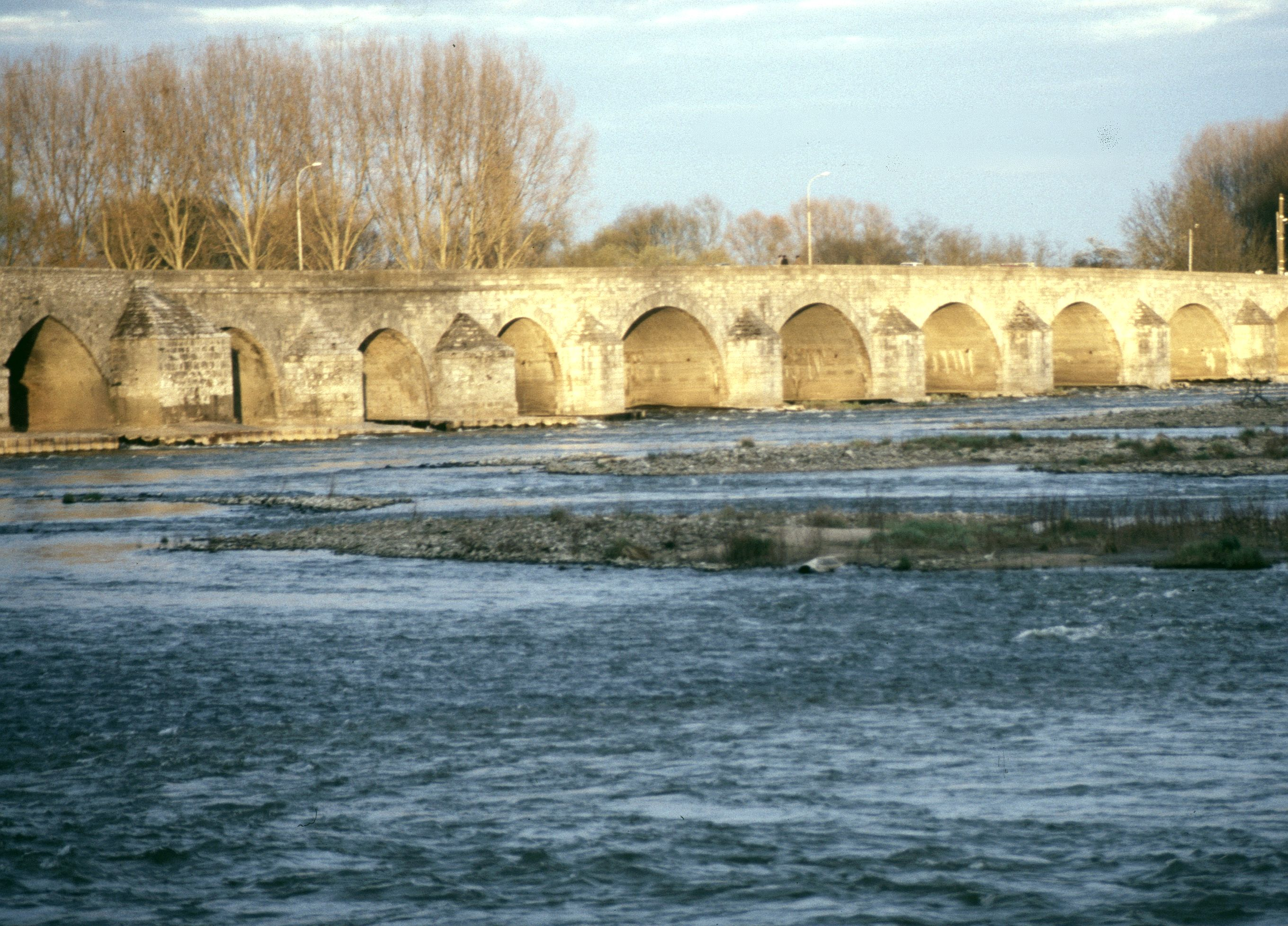
卢瓦尔河大桥

### 旅游
博让西的旅游事务由其所属的公共社区负责。2021年，博让西境内共有6家酒店共计117间房间；另有1个露营地，可容纳共161辆露营车。博让西迷宫建成于2004年，是当地的一处现代休闲旅游景区。

### 媒体
法国主要的媒体均可在博让西接收，法国电视三台下属的中央-卢瓦尔河谷大区频道在部分时段播出博让西所属区域的地方新闻。当地的主要地方性媒体包括《中央共和报》、《加蒂奈光明者报》、蓝色法兰西奥尔良广播等。

## 相关人物
法国作家艾蒂安·艾尼昂、诗人加斯东·库泰和航空工程师雅克·夏尔出生于博让西。

## 友好城市
截至2021年12月，博让西共与四座城市互为友好城市关系：
- 德国 明斯特希尔特鲁普（德语：Hiltrup）区
- 摩洛哥 丹吉尔[52]
- 日本 白山市[53]
- 波蘭 Świątniki Górne